# BMW FIZ
BMW Group Forschungs- und Innovationszentrum (BMW FIZ) главни је кампус за инжењеринг и развој у групацији BMW. Налази се у дистркту Милбертсхофен ам Харт, на северу Минхена.
Око 20.000 инжењера и радника развија аутомобиле као и мотоцикле на површини од 500.000 m2 која се простире преко неколико подручја и зграда.
Од октобра 2017, BMW FIZ је проширен додатком кампуса BMW Autonomous Driving, лоцираног у Унтершлајсхајму око 13 km северно од главног FIZ кампуса. Ту BMW намерава да колоцира све BMW-ове инжењере који раде на могућностима аутономне вожње, у сарадњи са Интелом.